# Silvio Spann
Silvio Spann (* 21. srpen 1981) je trinidadsko-tobažský fotbalista.

## Reprezentace
Silvio Spann odehrál 41 reprezentačních utkání. S národním týmem se zúpčastnil mistrovství severní Ameriky (Zlatého poháru CONCACAF) roku 2005 a roku 2007.

## Statistiky
| Trinidad a Tobago | Trinidad a Tobago | Trinidad a Tobago |
| Roky              | Záp.              | Góly              |
| ----------------- | ----------------- | ----------------- |
| 2002              | 3                 | 0                 |
| 2003              | 7                 | 0                 |
| 2004              | 8                 | 1                 |
| 2005              | 9                 | 0                 |
| 2006              | 2                 | 0                 |
| 2007              | 5                 | 1                 |
| 2008              | 1                 | 0                 |
| 2009              | 6                 | 0                 |
| Celkem            | 41                | 2                 |